# Sandro Jeršin Tomassini
Sandro Jeršin Tomassini (* 30. Januar 2004 in Ljubljana) ist ein slowenischer Leichtathlet, der sich auf den Hochsprung spezialisiert hat.

## Sportliche Laufbahn
Erste internationale Erfahrungen sammelte Sandro Jeršin Tomassini im Jahr 2021, als er bei den U20-Weltmeisterschaften in Nairobi mit übersprungenen 2,06 m den elften Platz belegte. Im Jahr darauf siegte er mit 2,14 m bei den U20-Balkan-Meisterschaften in Belgrad und gelangte anschließend bei den Balkan-Hallenmeisterschaften in Istanbul mit 2,10 m auf den fünften Platz. Im Juni wurde er bei den Balkan-Meisterschaften in Craiova mit 2,00 m Neunter, ehe er bei den U20-Weltmeisterschaften in Cali mit 2,05 m den zehnten Platz belegte. 2023 wurde er bei der 2. Liga der Team-Europameisterschaft im Rahmen der Europaspiele in Chorzów mit 2,11 m Siebter, ehe er bei den Balkan-Meisterschaften in Kraljevo mit 2,05 m Rang elf erreichte. Daraufhin belegte er bei den U20-Europameisterschaften in Jerusalem mit 2,09 m den zehnten Platz. 2025 wurde er bei der 2. Liga der Team-Europameisterschaft in Maribor mit 2,04 m Vierter im B-Finale, ehe er bei den U23-Europameisterschaften in Bergen mit 2,09 m den Finaleinzug verpasste. Kurz darauf belegte er bei den Balkan-Meisterschaften in Volos mit 2,07 m den neunten Platz.
In den Jahren 2020, 2023 und 2024 wurde Jeršin Tomassini slowenischer Meister im Hochsprung im Freien sowie 2020 und von 2022 bis 2025 in der Halle.